# Konza
Konza ist eine kleine Stadt im Machakos County. Sie befindet sich ca. 60 km südlich von Nairobi, der Hauptstadt Kenias. Hier wird eine Technology City projektiert, in der bis zum Jahr 2030 auf 2000 Hektar Fläche vor allem Arbeitsplätze in der IT-Branche entstehen sollen. Das Investitionsvolumen soll über 9 Milliarden £ betragen.

## Verkehr
Konza besitzt einen Bahnhof an der Strecke Nairobi-Mombasa mit Abzweig nach Kajiado.